# Hobeck
Hobeck ist eine Ortschaft und ein Ortsteil von Möckern im Landkreis Jerichower Land in Sachsen-Anhalt.

## Geografie und Verkehr
Der Ort liegt auf einem Höhenrücken, einem westlichen Ausläufer des Fläming, zwischen den Tälern der Flüsse Ehle im Norden und Nuthe im Süden. Die nähere Umgebung wird durch landwirtschaftliche Flächen bestimmt, nach Südosten wird Hobeck vom Hobecker und Lochauer Wald eingerahmt, wo sich das Gelände bis 107 Meter über dem Meeresspiegel erhebt. Der Ort liegt an der Landesstraße 56, die ihn mit Göbel und Klepps sowie mit den nächstgrößeren Orten Gommern und Leitzkau verbindet. Die Kreisstadt Burg (bei Magdeburg) ist 32 Straßenkilometer, die Landeshauptstadt Magdeburg 34 Kilometer entfernt. Der nächste Bahnhof befindet sich im sechs Kilometer entfernten Loburg, der nächstgelegene Autobahnanschluss ist die AS Burg-Ost der A 2, 26 Kilometer entfernt.
Naturräumlich gehört der Ort zum Zerbster Land, einer ackergeprägten offenen Kulturlandschaft und 536 km² großen Haupteinheit der übergeordneten Haupteinheitengruppe des Fläming im norddeutschen Tiefland. Das Zerbster Land bildet die Südwestabdachung des Flämings zur Elbe und gehört zum Einzugsgebiet dieses Flusses.

## Geschichte
Hobeck befand sich bis zum Ende des Dreißigjährigen Krieges im Einflussbereich des Erzbistums Magdeburg. Nach dessen Säkularisation übte Brandenburg-Preußen die Landesherrschaft aus. Nach der Einführung der neuen preußischen Kreisordnung wurde der Ort 1818 in den Landkreis Jerichow I eingegliedert. Als die DDR 1952 eine Gebietsreform durchführte, kam Hobeck zum Kreis Loburg. Zum 20. Juni 1957 wurde der Kreis Loburg aufgelöst und Hobeck fiel an den Kreis Zerbst. Diese Zugehörigkeit blieb bis zum 30. Juni 2007 erhalten, ehe aufgrund eines Bürgerentscheides anlässlich einer Kreisreform des Landes Sachsen-Anhalt der Wechsel zum Landkreis Jerichower Land erfolgte.
Die von der Landwirtschaft geprägte Gemeinde verfügte 1910 nur über 90 Einwohner. Neben der Gemeinde Hobeck existierte noch die eigenständige Gebietskörperschaft Gutsbezirk Hobeck, die im gleichen Jahr 64 Einwohner hatte. Seit dem 18. Jahrhundert war die Adelsfamilie von Münchhausen Gutsbesitzer. Diesem Umstand entspricht auch die Tatsache, dass Hobeck seit 1874 zum Amt Kalitz gehörte, wo die Münchhausens ebenfalls ein Rittergut besaßen. Im Zuge einer Gemeindereform wurden 1928 die Gutsbezirke Hobeck, Göbel und Klepps mit der Landgemeinde Hobeck vereinigt. Dadurch kam Hobeck 1933 auf 503 Einwohner. Durch die in der DDR-Ära intensivierte Landwirtschaft und die Schaffung arbeitsplatzintensiver Betriebe in den Nachbarstädten Loburg und Möckern erhöhte sich die Einwohnerzahl im Jahre 1964 auf 705.
Am 1. Januar 2009 wurde die bis dahin selbstständige Gemeinde Hobeck nach Möckern eingemeindet.
Zur Gemeinde gehörten die Ortsteile Göbel und Klepps sowie der Wohnplatz Klepps Ziegelei.

## Politik
Ortsbürgermeister ist Mathias Walk.

### Wappen
Das Wappen wurde am 4. Juni 1993 durch das Regierungspräsidium Dessau genehmigt.
Blasonierung: „Gespalten von Grün und Gold; belegt mit einer aus dem Schildfuß wachsenden Linde, deren Stamm beidseitig von einer geschrägten Ähre begleitet ist, in verwechselten Tinkturen.“
Die Gemeindefarben waren Gold (Gelb) - Grün.
Die Linde repräsentierte das alte Wahrzeichen dieses Dorfes und stand zudem als Hinweis auf die waldreiche Gegend, in welcher der Ort liegt. Die beiden Ähren symbolisierten zum einen die beiden Ortsteile Göbel und Klepps und deuteten zu anderen auf den Haupterwerbszweig, die Landwirtschaft, hin. Das Wappen wurde von der Heraldischen Gesellschaft „Schwarzer Löwe“ Leipzig gestaltet und in der Quedlinburger Wappenrolle unter der Nummer QWR II/89051 am 15. November 1989 registriert.

### Flagge
Die Flagge wurde am 23. Dezember 2008 durch den Landkreis genehmigt. Sie war gelb-grün (1:1) gestreift (Querform: Streifen waagerecht verlaufend, Längsform: Streifen senkrecht verlaufend) und mittig mit dem Gemeindewappen belegt.

## Evangelische Kirche
In Hobeck gab es bereits im Mittelalter ein Kirchengebäude, das jedoch zwischen 1687 und 1691 durch die heutige Sankt-Judae-Kirche ersetzt wurde. Es entstand ein rechteckiger Putzbau, dem im Osten ein mehrseitiger Chorraum angefügt wurde. An der Westfassade wurde ein Kirchturm errichtet, dessen bis zum First des Kirchendaches reichende Untergeschoss einen quadratischen Grundriss hat. Darüber befindet sich das sechsseitige Glockengeschoss, das eine barocke Turmhaube trägt. Der Innenraum hat eine tonnengewölbte hölzerne Decke, an der Westwand ist eine Empore angebracht. Der Kanzelaltar aus dem 17. Jahrhundert ist reich mit Ornamenten geschmückt. Schnitzfiguren stellen Jesus Christus, die Evangelisten und Mose dar. Unter dem Kanzelkorb befindet sich ein das Abendmahl darstellendes Gemälde.